# Eleição para governador de Maryland em 2010
A eleição para governador do estado americano do Maryland em 2010 aconteceu em 2 de novembro de 2010. Incluirá a eleição para governador, vice-governador, e todos os membros da Assembléia Geral de Maryland.

## Primária Democrata
| Primária Democrata | Primária Democrata | Primária Democrata | Primária Democrata | Primária Democrata | Primária Democrata |
| Partido            | Candidato          | Votos              | %                  |                    |                    |
| Democrata          | Martin O'Malley    | 414.595            | 86,28%             |                    |                    |
| Democrata          | J. P. Cusick       | 46.411             | 9,66%              |                    |                    |
| Democrata          | Ralph Jaffe        | 19.517             | 4,06%              |                    |                    |
| ------------------ | ------------------ | ------------------ | ------------------ | ------------------ | ------------------ |

## Primária Republicana
| Primária Republicana | Primária Republicana | Primária Republicana | Primária Republicana | Primária Republicana | Primária Republicana |
| Partido              | Candidato            | Votos                | %                    |                      |                      |
| Republicano          | Robert Ehrlich       | 208.157              | 75,81%               |                      |                      |
| Republicano          | Brian Murphy         | 66.416               | 24,19%               |                      |                      |
| -------------------- | -------------------- | -------------------- | -------------------- | -------------------- | -------------------- |

## Resultados
| Eleição para governador de Maryland em 2010 | Eleição para governador de Maryland em 2010 | Eleição para governador de Maryland em 2010 | Eleição para governador de Maryland em 2010 | Eleição para governador de Maryland em 2010 | Eleição para governador de Maryland em 2010 |
| Partido                                     | Candidato                                   | Votos                                       | %                                           |                                             |                                             |
| Democrata                                   | Martin O'Malley                             | 966.446                                     | 55,8%                                       |                                             |                                             |
| Republicano                                 | Robert Ehrlich                              | 733.491                                     | 42,3%                                       |                                             |                                             |
| ------------------------------------------- | ------------------------------------------- | ------------------------------------------- | ------------------------------------------- | ------------------------------------------- | ------------------------------------------- |